# 生名橋
生名橋（いきなはし）は、愛媛県上島町の生名島と佐島との間に架かる橋梁。上島架橋構想の一環で、2番目に着工、完成した。斜張橋。2011年開通。平成23年度（2011年度）土木学会田中賞を受賞した。

## 概要

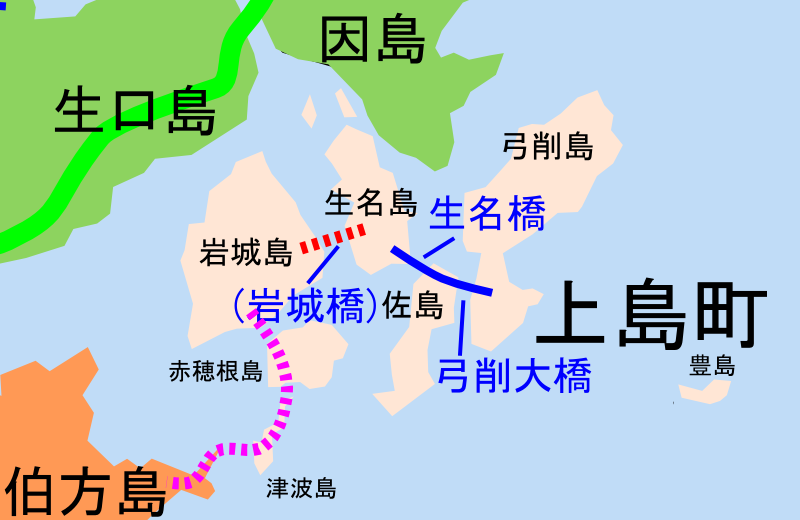
上島架橋の概要。青色と赤色（いずれも完成済）が上島架橋。ピンク色は超長期構想。緑色の線は瀬戸内しまなみ海道

上島架橋（愛媛県道338号岩城弓削線）の一部を構成し、生名島と佐島を結んでいる。生名橋の完成により、先に建設された弓削大橋と合わせ、弓削島・佐島・生名島の3島が接続された。
なお、生名島はサイクリングスポットとして人気で、しまなみ海道の因島と生口島の東側を囲むように点在する4つの島「岩城島・生名島・佐島・弓削島」を結ぶサイクリングロードは「ゆめしま海道」と呼ばれている。
橋梁部の建設費は41億円、取付道路・島内道路等を含めた総事業費は77億円である。
2004年4月に事業化、2006年3月に起工式が行われ、2007年7月に着工した。工期は予定を越えて3年半の長期に及び、2010年12月28日に竣工、開通は2011年となった。建設コスト縮減のため、主塔に鉄筋コンクリートを用い、中央径間にPC桁と鋼桁の両方を用いている。中央径間にPC桁と鋼桁の両方を用いる斜張橋は日本で初めてである。
橋長515m。有効幅員7.5m(歩道2.5m 含む)、歩道や路肩を除いた車道幅は4mの「1車線道路」であり、普通車同士の離合はできるが、大型車とは橋中央部の待避所（幅5m）で離合するとしている。通行料は無料である。但し、２０２４年現在、歩道を撤去され、２車線の道となっている。

## 諸元
- 開通 : 2011年[5]
- 全長 : 515m
- 中央径間 : 315m
- 主塔高 : 62.6m

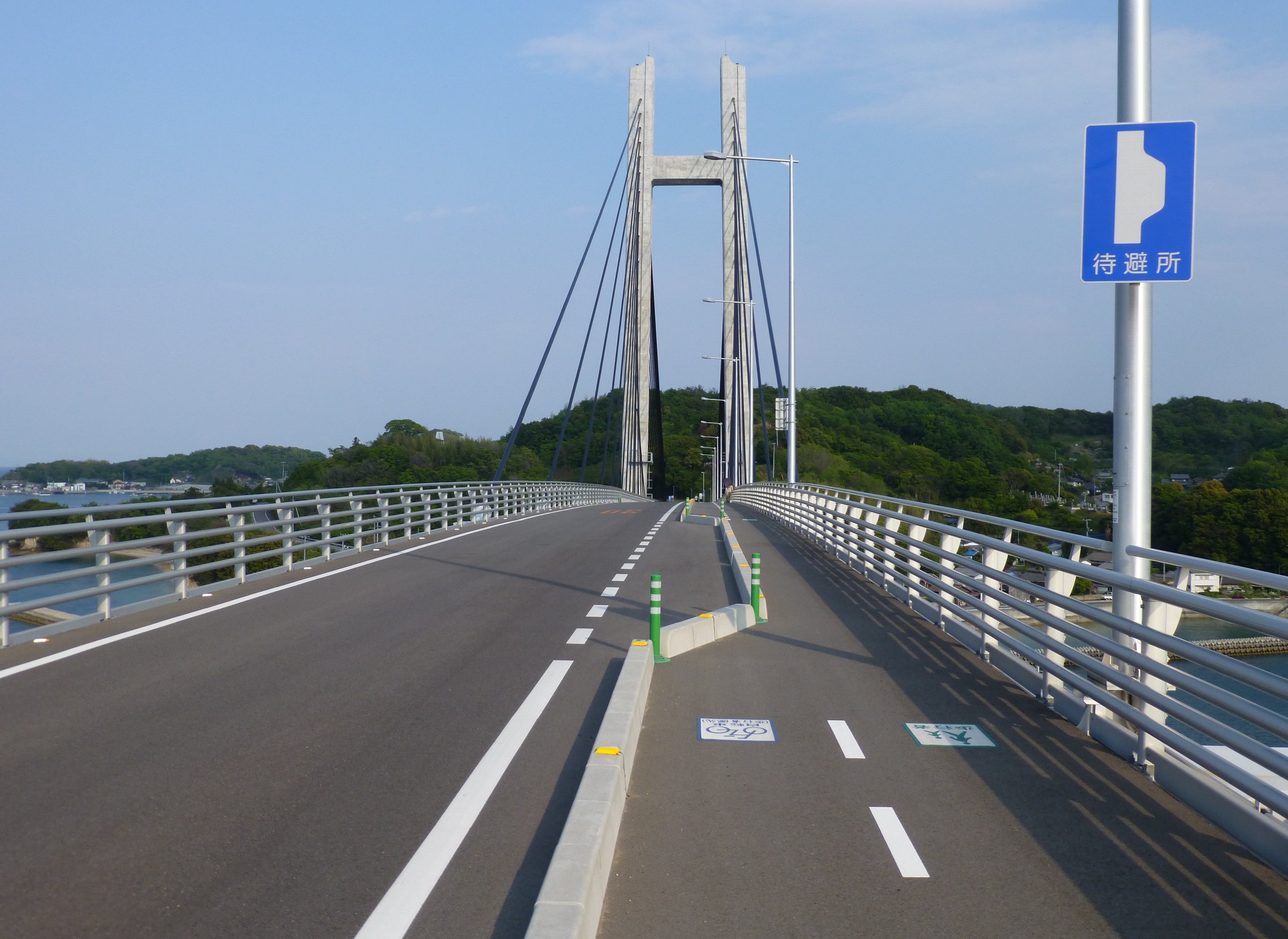
橋中央部の待避所

- 形式 : 3径間連続鋼・コンクリート混合斜張橋
- 路線名 : 愛媛県道338号岩城弓削線
- 道路規格 : 第3種第5級
- 設計速度 : 30km/h
- 有効幅員 : 7.5m（路肩1m）
- 車線数 : 1車線